# 산 피에트로 교회 (아시시)

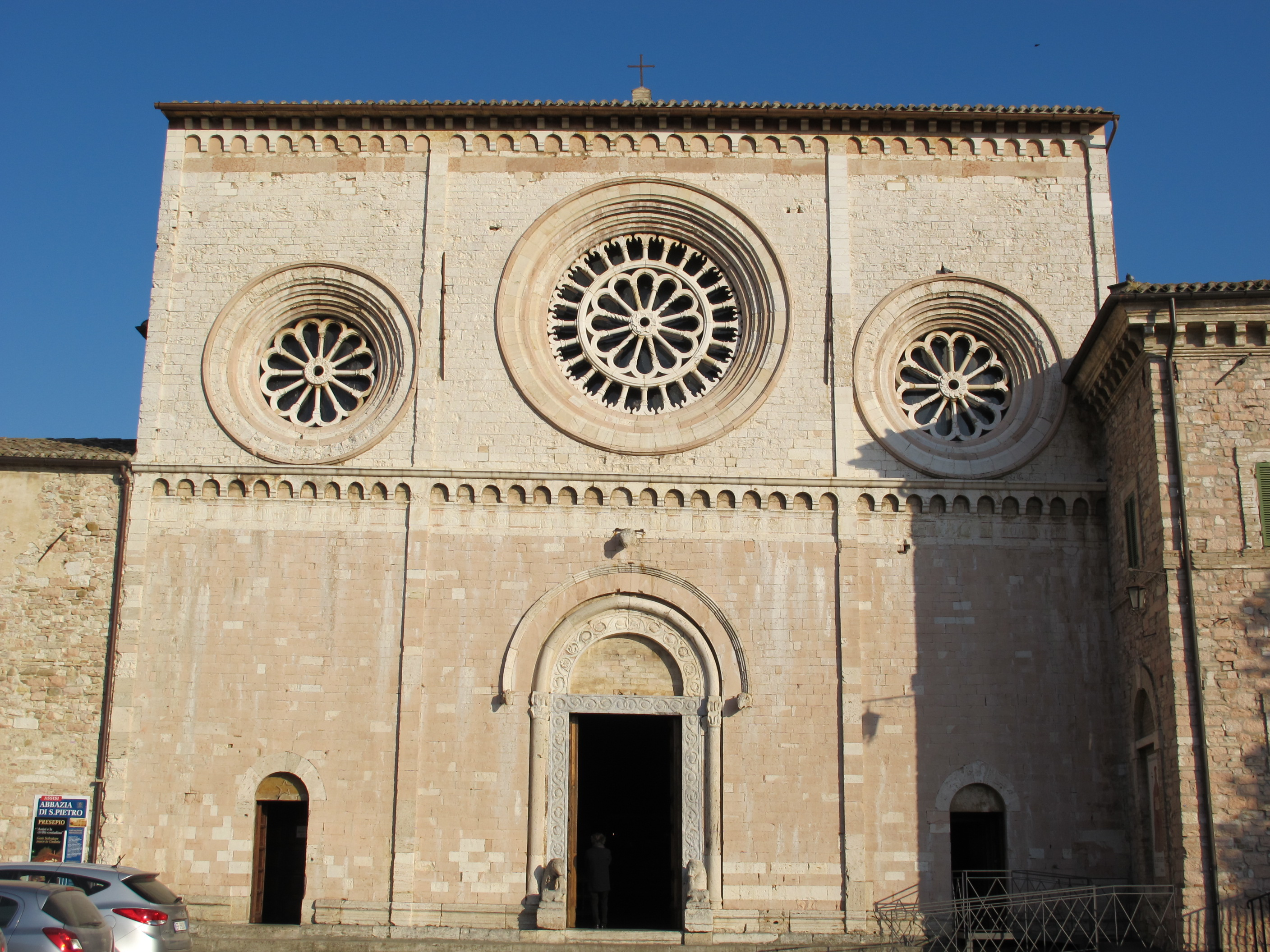
산 피에트로 교회

산 피에트로 교회(이탈리아어: Chiesa di San Francesco 키에사 디 산 피에트로[*])는 이탈리아 아시시에 있는 교회이다.